# Spodoptera testaceoides
Spodoptera testaceoides là một loài bướm đêm trong họ Noctuidae.